# هانس-رودولف مرتس
هانس-رودولف مرتس (آلمانی: Hans-Rudolf Merz؛ زادهٔ ۱۰ نوامبر ۱۹۴۲) سیاست‌مدار اهل سوئیس است.
وی از سال ۲۰۰۴ تا ۲۰۱۰ عضو شورای فدرال سوئیس، از ژانویه تا دسامبر ۲۰۰۹ رئیس‌جمهور سوئیس، در سال ۲۰۰۸ معاون رئیس‌جمهور و ۲۰۰۴ تا ۲۰۱۰ رئیس دپارتمان فدرال مالی سوئیس بوده‌است.